# Daniel Steiger (Unihockeyspieler)
Daniel Steiger (* 27. Juni 1993) ist ein Schweizer Unihockeyspieler. Er steht beim Nationalliga-A-Vertreter Grasshopper Club Zürich unter Vertrag.

## Karriere
Steiger begann seine Karriere beim Iron Marmots Davos-Klosters. Er durchlief alle Juniorenstationen bei den Marmots. 2009 wurde er erstmals für ein Pflichtspiel der ersten Mannschaft nominiert und eingesetzt. In der gleichen Saison absolvierte er ein weiteres Spiel. Anschliessend spielte er sowohl in der U21-Mannschaft sowie in der ersten Mannschaft der Bündner. Während der Saison 2013/14 spielte er ausschliesslich für die erste Mannschaft der Marmots. Dabei erzielte er in der Nationalliga B in 21 Partien 13 Treffer und drei Assists.
Nach seiner ersten starken Saison in der NLB wechselte er in die höchste finnische Liga zu NST Lappeenranta. In seiner ersten Saison bei NST gelangen ihm in 26 Partien sieben Tore und zehn Assists. Steiger beendet die Saison mit NST Lappeenranta auf dem 10. Schlussrang und qualifizierte sich nicht für die Play-offs, konnte aber die Playouts umgehen. Nach der Saison verlängerte der Verein den Kontrakt mit dem Stürmer um ein weiteres Jahr.
In der zweiten Saison konnten sowohl der Verein aus Lappeenranta als auch Steiger nicht mehr an die Leistungen der Vorsaison anknüpfen. Er erzielte in 25. Partien lediglich zwei Treffer und fünf Assists. Nach der regulären Saison beendet der Verein die Saison auf dem 14. und letzten Schlussrang. Der 14. Schlussrang war für Steiger und NST Lappeenranta gleichbedeutend mit dem Abstieg in die zweithöchste finnische Liga.
Nach dem Meistertitel der Saison 2015/16 gab der Grasshopper Club Zürich die Verpflichtung des Schweizers bekannt. In seiner ersten Saison bei den Zürchern konnte er am 25. Februar 2017 mit den Grasshoppers den Schweizer Cup gewinnen.

## Erfolge
- Schweizer Cup: 2017
- Schweizer Cup: 2022
- Schweizer Meister: 2022